# الشبانات (سيدي قاسم)
اشبانات هي قرية في إقليم سيدي قاسم ضمن جهة الغرب شراردة بني حسين بالغرب المغربي. كان مجموع عدد سكان جماعة اشبانات 10.618 نسمة.(تعداد السكان الرسمي 2004)